# Steingrímur Hermannsson
Steingrímur Hermannsson (22. června 1928 Reykjavík – 1. února 2010 Reykjavík) byl islandský politik, představitel středové agrární Progresivní strany (Framsóknarflokkurinn), jejímž byl v letech 1979–1994 předsedou. Dvakrát, v období 1983–1987 a 1988–1991, byl premiérem Islandu. Kromě toho zastával funkci ministra zahraničí (1987–1988) a ministra rybolovu (1980–1983). Jeho otec, Hermann Jónasson, byl rovněž islandským premiérem (1934–1942, 1956–1958) a předsedou Progresivní strany (1944–1962).

## Životopis
Původně nechtěl jít ve stopách svého otce a v roce 1948 odešel do Spojených států amerických, kde vystudoval elektrotechniku na Illinois Institute of Technology (bakalář) a na Kalifornském technologickém institutu (magistr). Absolvoval v roce 1952. Poté se vrátil na Island, kde začal neúspěšně podnikat. V 60. letech oproti svému předsevzetí vstoupil do politické strany svého otce a tím i do politiky. V roce 1971 byl prvně zvolen do Althingu, islandského parlamentu. V roce 1978 stanul v čele strany a v roce 1982 vstoupil do vlády a v roce 1983 se stal premiérem Islandu. V roce 1986 hostil v Reykjavíku summit Michaila Gorbačova a amerického prezidenta Ronalda Reagana. Přestože summit byl považován za neúspěšný, přesto zde byla započatá cesta vedoucí k ukončení studené války.
V roce 1991, během lednových nepokojů v Litvě, vyjádřil silnou podporu vůdci rebelů Vytautasu Landsbergisovi, předsedovi litevského parlamentu. Krátce poté se Island stal první zemí, která uznala nezávislost Litvy na Sovětském svazu. Po konci druhého premiérského mandátu v roce 1991 se stáhl z politiky a stal se prezidentem Islandské centrální banky (Seðlabanki Íslands). Byl jím až do svého odchodu do důchodu v roce 1998. Po odchodu do důchodu přestal být politicky angažovaný, ale po čase se stal kritikem vedení Progresivní strany, až se s ní nakonec zcela rozešel. Byl zakládajícím členem organizace Heimssýn, která se postavila proti vstupu Islandu do Evropské unie. V roce 2007 podpořil Hnutí Islandu, menší zelené hnutí, které ve volbách propadlo. Jeho memoáry, publikované ve třech svazcích v letech 1998–2000, se staly bestsellerem. Jeho nejmladší syn, Guðmundur Steingrímsson, se stal rovněž politikem, prošel sociální demokracií, Progresivní stranou i novou stranou Zářná budoucnost.